# Transoilgroup
Die Transoilgroup AG mit Sitz in St. Gallen verkauft Rohöl aus der Produktion am Visoka-Ölfeld in Albanien. Das Unternehmen ist Lizenzinhaberin für  die Förderrechte des Ölfelds unter einem Production Sharing Agreement mit den albanischen Staatsbehörden. Dieses läuft seit Februar 2012 über 25 Jahre, mit einer Verlängerungsoption um weitere 5 Jahre bis 2042. Der Konzern hat ca. 150 Mitarbeiter (Stand Juni 2015).

## Operations
Eine 100-prozentige Tochtergesellschaft, die Transoilgroup SH.A, wurde im November 2010 in der albanischen Hauptstadt Tirana gegründet und ist seit Februar 2012 die Betreiberin des Visoka-Ölfelds. Seit der Übernahme des Ölfelds hat sich die Produktion auf über 60 MT pro Tag erhöht (Stand Dezember 2013). Das Visoka-Ölfeld hat eine Fläche von 28,6 km² und ist ca. 38 km vom nächsten Mittelmeer-Hafen entfernt. Die Ölvorkommen von ca. 120 MMstb (3P) befinden sich in 800 bis 1.900 Meter Tiefe.

## Markt
Albanien verfügt über kaum erschlossene Gas- und Erdölvorkommen. Schätzungen zufolge belaufen auf ein Gasvorkommen von 3,014 Mrd. m³ und ein Ölvorkommen von 2,987 Mrd. Barrel.
Albpetrol, die staatliche Ölgesellschaft, besitzt 1.264 Ölbohrlöcher in Albanien. Diese fördern jährlich über 135.000 Tonnen Erdöl.